# Tumelo Nhlapo
Tumelo Nhlapo (Parys, 20 de janeiro de 1988) é um futebolista profissional sul-africano que atua como defensor.

## Carreira
Tumelo Nhlapo representou o elenco da Seleção Sul-Africana de Futebol no Campeonato Africano das Nações de 2008.